# Charlotte Bilbault
Charlotte Bilbault (Saint-Doulchard, 5 giugno 1990) è una calciatrice francese, centrocampista del Montpellier e della nazionale francese.

## Carriera

### Nazionale
Bilbault inizia ad essere convocata dalla federazione calcistica della Francia (FFF) dal 2005, inizialmente per indossare la maglia della formazione Under-17, giocando fino al 2006 12 incontri tra Nordic Cup e amichevoli.
Del 2007 è il suo passaggio alla Under-19 con la quale, dopo la partecipazione al Torneo di La Manga e un'altra amichevole, debutta in un torneo ufficiale UEFA in occasione della fase finale dell'Europeo di Islanda 2007. In quell'occasione il CT Stéphane Pilard la impiega in tutti i quattro incontri disputati dalla Francia fino alle semifinali, quando viene eliminata dalla Germania, nazionale che poi si laurea Campione d'Europa di categoria per la quinta volta.
Il torneo è inoltre utilizzato come qualificazione al Mondiale di Cile 2008 riservato alle formazioni Under-20, per cui Pilard ha l'incarico di selezionare anche la rosa della nazionale francese Under-20, con Bilbault presente nella lista delle convocate per il torneo. Scende in campo in tutti i cinque incontri disputati dalla sua nazionale, i tre del gruppo B nella fase a gironi superata con due vittorie e una sconfitta, i quarti di finale dove la Francia supera per 3-2 le pari età della Nigeria, e la semifinale persa per 2-1 con la Corea del Nord con conseguente eliminazione dal Mondiale.
Bilbault indossa nuovamente la maglia dell'Under-19 nelle edizioni 2008 e 2009 del Torneo di La Manga e nelle fasi finali degli Europei di Francia 2008, dove gioca tutti i tre incontri della fase a gironi prima dell'eliminazione, e Bielorussia 2009, 4 presenze fino alla semifinale persa ai supplementari con la Svezia, e quella dell'Under-20 nel Mondiale di Germania 2010, due incontri prima dell'eliminazione già alla fase a gironi.
Nel marzo 2015 il tecnico Jean-François Niemezcki la convoca nella nazionale B impegnata all'edizione di quell'anno dell'Istria Cup, dove nell'incontro con la Bosnia ed Erzegovina sigla la rete su rigore che fissa il risultato sul 3-3, e due mesi più tardi dal CT Philippe Bergerôo nella nazionale maggiore, debuttando il 22 maggio, rilevando Élise Bussaglia al 75' nell'amichevole vinta per 2-1 sulla Russia. Oltre a una serie di amichevoli, Bergerôo la chiama in due occasioni nel corso della fase di qualificazione all'Europeo dei Paesi Bassi 2017 e nell'edizione 2016 della SheBelieves Cup.
Con il passaggio sulla panchina francese CT Olivier Echouafni, Bilbault non colleziona alcuna convocazione, e per indossare nuovamente la maglia della nazionale deve attendere il nuovo passaggio del tecnico; con l'arrivo di Corinne Diacre inizia a collezionare presenze in incontri amichevoli e, il 2 maggio 2019, è presente nella lista delle 23 giocatrici convocate per il Mondiale di Francia 2019.